# 湯梨浜学園中学校・高等学校
湯梨浜学園中学校・高等学校（ゆりはまがくえんちゅうがっこう・こうとうがっこう）は、鳥取県東伯郡湯梨浜町田畑にある私立中高一貫校。

## 概要
歴史
2006年4月 - 湯梨浜中学校・高等学校として開校。全日制課程普通科の設置。
理事長は伝習館グループ代表の坂根徹。伝習館グループは、学習塾伝習館をはじめ、大学受験予備校の鳥取予備校、倉吉予備校、米子予備校で構成されている。生徒数は約2500名いる。
「塾が創った学校」として注目される。
2019年10月 中華人民共和国連雲港市和安中学校と友好交流校(姉妹校)の提携を結ぶ。
設置課程・学科
全日制課程 普通科、通信制課程 普通科
コース
全日制普通科特別進学コース
校訓
｢自主・自律｣
教育方針
- 中高一貫カリキュラムの下で、真に心身ともにゆとりある6年間を過ごし、志望大学への現役合格。
- 生徒の個性、能力、目的に応じた指導を徹底するとともに、知徳体の調和のとれた人間の育成。
- 異学年交流を通じて、協調性、責任感を養い、同時にたくましい精神力と体力の育成。

学園章
中央の「Y」の文字は生徒を表し、「H」の文字の左側部分は教職員を、右側部分は保護者を表し、教職員と保護者が連携して生徒を支えて伸ばしていくという思いが込められている。
校章
所在している湯梨浜町名産の二十世紀梨の花をモチーフにしている。
学園歌
第1期生が作詞をし、本校音楽教諭が作曲を担当した。
同窓会
「梨友会」
スクールバス
JR松崎駅コース、倉吉市内回りコース、羽合・北栄回りコースの3コースを運行している。
高校入試
全日制へは入試を経て合格すれば他の中学校からでも湯梨浜学園へ入学することができる。
入試は前期と後期があり、どちらかで合格すれば入学可能である。
出願資格・出願基準
- 中学校卒業者および入学希望年度3月に中学校卒業見込みの者。
- 在学する、または卒業した中学校長の推薦を受けた者。

《前期特色入試》
- 専願 評定平均3.5以上を目安とし、合格した場合は必ず入学できる者。
- 併願 評定平均3.7以上を目安とする。
- 中学校卒業者および入学年度の前年度3月に中学校卒業見込みの者。
- 在学する、または卒業した中学校長の推薦を受けた者。

《後期特色入試》
- 専願 評定平均3.5以上を目安とし、合格した場合は必ず入学できる者。

## 沿革
- 2006年4月 - 湯梨浜中学校・高等学校として開校。全日制課程普通科の設置。
- 2015年4月 - 通信制課程普通科の設置。
- 2016年7月 - 湯梨浜学園中学校・高等学校と校名を変更。

## 学科
- 全日制　普通科　特別進学コース（中学校・高等学校6年一貫コース）

## 学校行事
- 4月

入学式、実力テスト、新入生歓迎会、宿泊研修。
- 5月

防災訓練、定期考査
- 6月

夏梨祭
- 7月

定期考査、自然体験学習、船上山勉強合宿、夏期集中講座、職場体験
- 8月

夏期集中講座、実力テスト
- 9月

スポーツ大会、音楽会、公開人権学習
- 10月

海外語学研修、伝統文化体験、大学キャンパスツアー
- 11月

教育講演会、秋季遠足、大学教授出前授業
- 12月

キャリア教育講演会、職場体験報告会、冬期集中講座
- 1月

冬期集中講座、実力テスト
- 2月

芸術体験、卒業生を送る会
- 3月

卒業式、研究報告会
＊隔年のものを含む。

## 部活動
中学生・高校生が一緒になって部活動を行う。
運動部
- 剣道
- バドミントン
- 水泳

文化部
- 囲碁
- 合唱
- フラ
- 書道
- 生物
- 科学

同好会
- 将棋
- サッカー
- 軟式野球
- バスケットボール
- 百人一首

## 交通アクセス
- 西日本旅客鉄道（JR西日本）山陰本線松崎駅から徒歩20分。